# GALAXY ANGEL II キャラクターファイル
GALAXY ANGEL II キャラクターファイル（ギャラクシーエンジェル ツー キャラクターファイル）は2005年12月16日にリリースされた各キャラクターのシングルである。

## リリース一覧

### (1) アプリコット・桜葉
2005年12月16日にリリース。アプリコット・桜葉（稲村優奈）のシングル。GALAXY ANGEL II キャラクターファイルの第1弾。
収録曲
1. きらり☆Dear Love!

- 作詞：Bee'
- 作曲・編曲：上松範康（Elements Garden）

1. きらり☆Dear Love!*karaoke
2. Voice Message

### (2) アニス・アジート
2005年12月16日にリリース。アニス・アジート（花村怜美）のシングル。GALAXY ANGEL II キャラクターファイルの第2弾。
収録曲
1. 恋のトレジャーハンター

- 作詞：桑原永江
- 作曲・編曲：金井江右

1. 恋のトレジャーハンター*karaoke
2. Voice Message

### (3) ナノナノ・プディング
2005年12月16日にリリース。ナノナノ・プディング（明坂聡美）のシングル。GALAXY ANGEL II キャラクターファイルの第3弾。
収録曲
1. ナノナノだいジャンピン'

- 作詞：桑原永江
- 作曲：上松範康（Elements Garden）
- 編曲：藤間仁（Elements Garden）

1. ナノナノだいジャンピン' *karaoke
2. Voice Message

### (4) カルーア・マジョラム
2005年12月16日にリリース。カルーア・マジョラム（平野綾）のシングル。GALAXY ANGEL II キャラクターファイルの第4弾。
収録曲
1. ミラクル S・O・S!

- 作詞：RINDA
- 作曲・編曲：太田雅友

1. ミラクル S・O・S! *karaoke
2. Voice Message

### (5) リリィ・C・シャーベット
2005年12月16日にリリース。リリィ・C・シャーベット（中山恵里奈）のシングル。GALAXY ANGEL II キャラクターファイルの第5弾。
収録曲
1. 涙の刃

- 作詞：ゆうまお
- 作曲：上松範康（Elements Garden）
- 編曲：大石憲一郎

1. 涙の刃 *karaoke
2. Voice Message